# リアルバーチャル

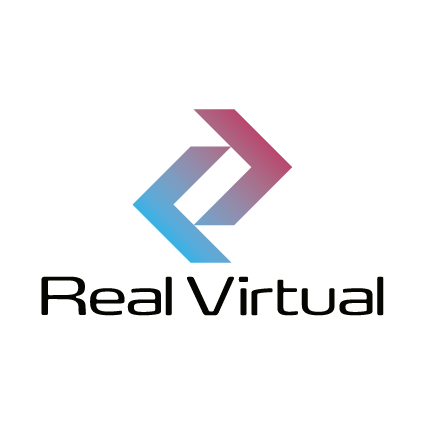

リアルバーチャル株式会社（英: Real Virtual,Inc）は、東京都渋谷区に本社を置く、メタバース事業を展開する日本のベンチャー企業。2016年設立。

## 概要
2016年に脳科学をベースとした研究開発を行う会社として創業し、同年水戸市にある典和進学ゼミナールをグループ化。このゼミナールで行われていた短期間で好成績を実現する学習法の研究を開始する。
HoloLensを使った学習サービス「IQ COPY」、VRを使った学習サービス「VR school」を開発。また、世界初となるVRオープンキャンパスを東京大学、慶應大学、早稲田大学、一橋大学の学生と実施した経験を持つ。さらに、本郷３丁目に東京大学生と学習効果の研究を行う「IQ Lab」の立上げ、全国の塾に対して各企業で行われているイノベーションや職業体験ができるスペースとして「Mirai Cafe」も展開している。
2019年からはコロナ禍となり学習以外の業界に対してもオンラインコミュニケーションのサービスとして展開を開始。さらに、VR機材が必要ないサービスへシフトし、アバターの顔部分がWebカメラになっているサービス等を国際特許として申請する。
2022年からは、メタバースお仕事100業種プロジェクトとしてメタバース空間で100業種に営業にチャレンジ。ここでの知見を活かし多くの業界で使いやすい開発へと進めている。
2023年からは、会社名をリアルバーチャル株式会社としバーチャル空間の活動と現実社会（リアル）での活動が双方に補うような企業とのアライアンスを軸にメタバースの普及を進めている。

## 沿革
2016年
- 10月 脳科学をベースとした研究開発を行う会社として創業
- 10月 水戸市にある典和進学ゼミナールをグループ化。このゼミナールで行われていた短期間で好成績を実現する学習法の研究を開始する。

2017年
- 4月 マイクロソフトのHoloLensを使った「IQ COPY」というサービスを立上げ
- 12月 三菱総研主催の社会課題解決ビジネスコンテストにて特別賞を受賞。

2018年
- 6月  本郷3丁目にIQ Labを開設。東京大学生と学習効果（記憶定着率、応用力、アウトプット力）についての研究を開始する。

2019年
- 4月 オキュラスを使用した「VR school」をオンラインに開校。主に本郷3丁目に集まる東京大学生と共に地方への学習コンテンツの配信を開始。
- 9月 世界初VRオープンキャンパス・VR進路相談会として東京大学、慶應大学、早稲田大学、一橋大学の学生と実施

2020年
- 7月 世界初、顔の部分がWebカメラになっているアバターで吹奏楽部イベント実施（国際特許申請中）
- 9月 近畿大学とVR空間を用いてオープンキャンパスの実施。
- 11月 小学館アクセラレーターに採択
- 12月 電通報に電通・キリンとの脳科学及びマーケティングについての記事を掲載

2021年
- 4月  藤沢市と観光促進を目的としたDX ENOTOWNを開始
- 8月  世界初となるVR女性アナウンサーを公募
- 11月  ITUジャーナルにて国内、海外に向けてVR学習の効果と脳科学による検証のレポートを公開。

2022年
- 1月 メタバースお仕事100個プロジェクトを開始
- 10月 メタバースSFAツールの提供開始
- 10月 国立研究開発法人科学技術振興機構（以下JST）が公募するCOI-NEXTに横浜市立大学 医学群准教授 宮﨑智之をプロジェクトリーダーとする研究グループの１つとして採択

2023年
- 1月 本社を東京都渋谷区へ移転
- 3月 会社名をリアルバーチャル株式会社へ変更
- 3月 モーニングピッチのメタバース特集に登壇
- 4月  みどりの感謝祭（名誉総裁：佳子様）のオンラインイベントをメタバースで実施
- 12月　2023年のメタバースイベント開催数　80,000回を突破

2024年
- 7月 メタバース内で360度Live配信の花火大会の実施（最前列、ドローン視点など自由に視点変更可）
- 10月　代々木ゼミナールと共同で体験型学校選びメタバースの開発を開始

※出典：